# Oiva Saloila

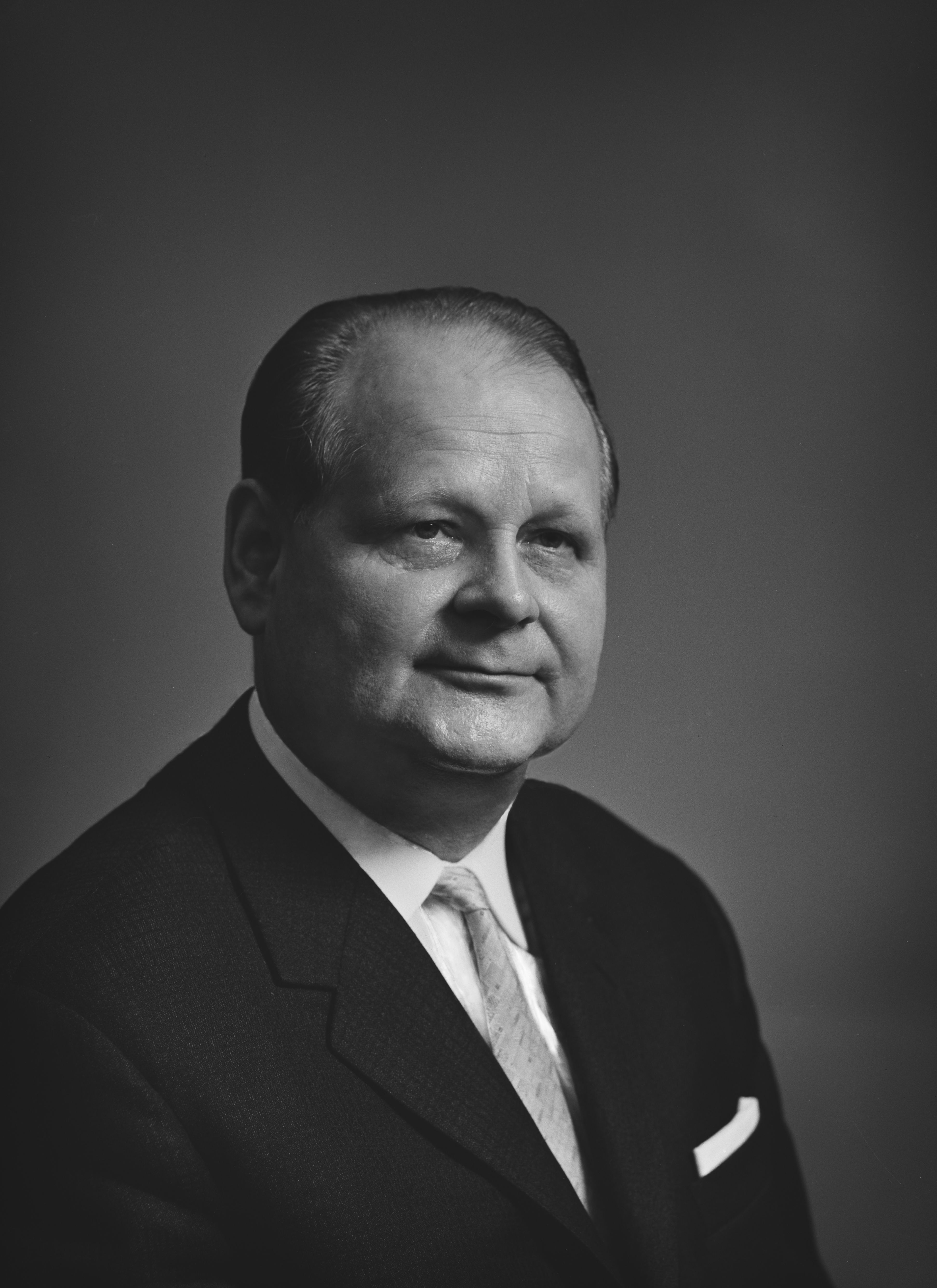
Oiva Saloila.

Oiva Johannes Saloila, född 24 juni 1910 i Janakkala, död 10 oktober 1998, var en finländsk ämbetsman.  
Saloila, som var son till vaktmästaren Juho Vihtori Saloila och Ida Vilhelmina Kivimäki, blev student 1934, avlade lägre rättsexamen 1936, högre rättsexamen 1943 och blev vicehäradshövding 1946. Han var anställd vid Post- och telegrafverkets linjeförvaltning 1928–1936, innehade olika befattningar vid Post- och telegrafstyrelsen 1937–1948, var direktör för ekonomiavdelningen 1948–1962, ställföreträdare för generaldirektören 1960–1961 och generaldirektör 1962–1977.
Saloila var medlem i styrelsen för Ajokki Oy från 1958, Postsparbanksstyrelsen 1960–1977, Postmuseistiftelsen 1960–1962, ordförande i Televas direktion 1963–1976, viceordförande från 1976. Han var huvudredaktör för Postitorvi 1943–1947, Finlandsredaktör för Nordisk posttidskrift 1952–1962, ordförande i Posttjänstemannaförbundet 1947–1958 och viceordförande i Tjänstemannaförbundet 1949–1952. Han skrev artiklar rörande det postala och telekommunikationsområdet i fackpublikationer.